# Peter Wessel Zapffe
Peter Wessel Zapffe (1899. december 18. – 1990. október 12.) norvég metafizikus, író, ügyvéd és hegymászó. Leginkább az emberi létről alkotott, filozófiailag pesszimista és fatalista nézeteiről ismert, mely elméleteit Arthur Schopenhauer német filozófus ihlette. Határozott híve a születésellenességnek. Az emberi élet hibájával kapcsolatos gondolatait az Utolsó Messiás (Den sidste Messias, 1933) című esszéjében taglalja. Ez a mű egy rövidített változata a legismertebb, On the Tragic (Om det tragiske, 1941) című filozófiai értekezésének.

## Filozófiai munkája
Zapffe nézetei szerint az emberek egy olyan túlfejlett képességgel születnek (megértés, önismeret), amely nem illeszkedik a természet rendszerébe. Az ember azon vágya, hogy igazolást találjon olyan ügyekben, mint élet és halál, nem elégíthető ki, ezért az emberiségnek egy olyan igénye van, amelyet a természet nem tud teljesíteni. Ezt az elméletet követve a tragédia tehát az, hogy az emberek minden idejüket azzal töltik, hogy ne legyenek emberek. Az emberi lény következésképpen paradoxon.
Az Utolsó Messiás című művében Zapffe négy fő védekezési mechanizmust ír le, melyekkel az emberiség ezt a paradoxont próbálja elkerülni:
- Az elszigetelés révén figyelmen kívül hagyja és aktívan tagadja meg tudatosságának zavaró vagy negatív gondolatait és érzéseit.
- A lehorgonyzás segítségével figyelmét következetesen összpontosítja olyan értékekre vagy ideálokra, mint „Isten, az egyház, az állam, az erkölcs, a sors, az élet törvényei, az emberek, a jövő”. Ezáltal az egyén ellensúlyozhatja azt az érzést, hogy tudatossága elhúzódik, azaz „falakat építhet a tudatosság folyékony keretei köré”.
- Az elterelés által minden energiáját egy feladatra vagy ötletre összpontosítja, hogy megakadályozza az elme saját maga ellen való fordulását.
- A szublimáció által az energiát a negatív hatásoktól a pozitívak felé összpontosítja. Az egyének távolabbról nézve esztétikai szempontból szemlélik létezésüket (pl. írók, költők, festők). Zapffe maga is rámutatott arra, hogy elkészített művei is e szublimáció termékei voltak.

## Egyéb érdeklődése és munkái
Zapffe aktív hegymászó volt, és nagyon korán érdeklődni kezdett a környezetvédelem iránt, ám ez nem a természet védelmének szándékából, hanem a természetbe való emberi beavatkozás elutasításából fakadt.
Zapffe sok humoros novellát írt a hegymászásról és más természetbeli kalandról.

## Magánélete
Zapffe 1935-ben feleségül vette Bergljot Espolin Johnsent, akivel 1941-ben elváltak. 1952-ben Berit Riis Christensent vette feleségül, akivel 1990-ben bekövetkezett haláláig együtt maradtak. Berit 2008 májusában hunyt el. Zapffe szándékosan nem vállalt gyermeket. Élethosszig tartó barátságban volt Arne Næss norvég filozófussal és hegymászó társával.

## Fordítás
Ez a szócikk részben vagy egészben  a   Peter Wessel Zapffe című angol Wikipédia-szócikk ezen változatának fordításán alapul.  Az eredeti cikk szerkesztőit annak laptörténete sorolja fel. Ez a jelzés csupán a megfogalmazás eredetét és a szerzői jogokat jelzi, nem szolgál a cikkben szereplő információk forrásmegjelöléseként.